# Tibbetoren

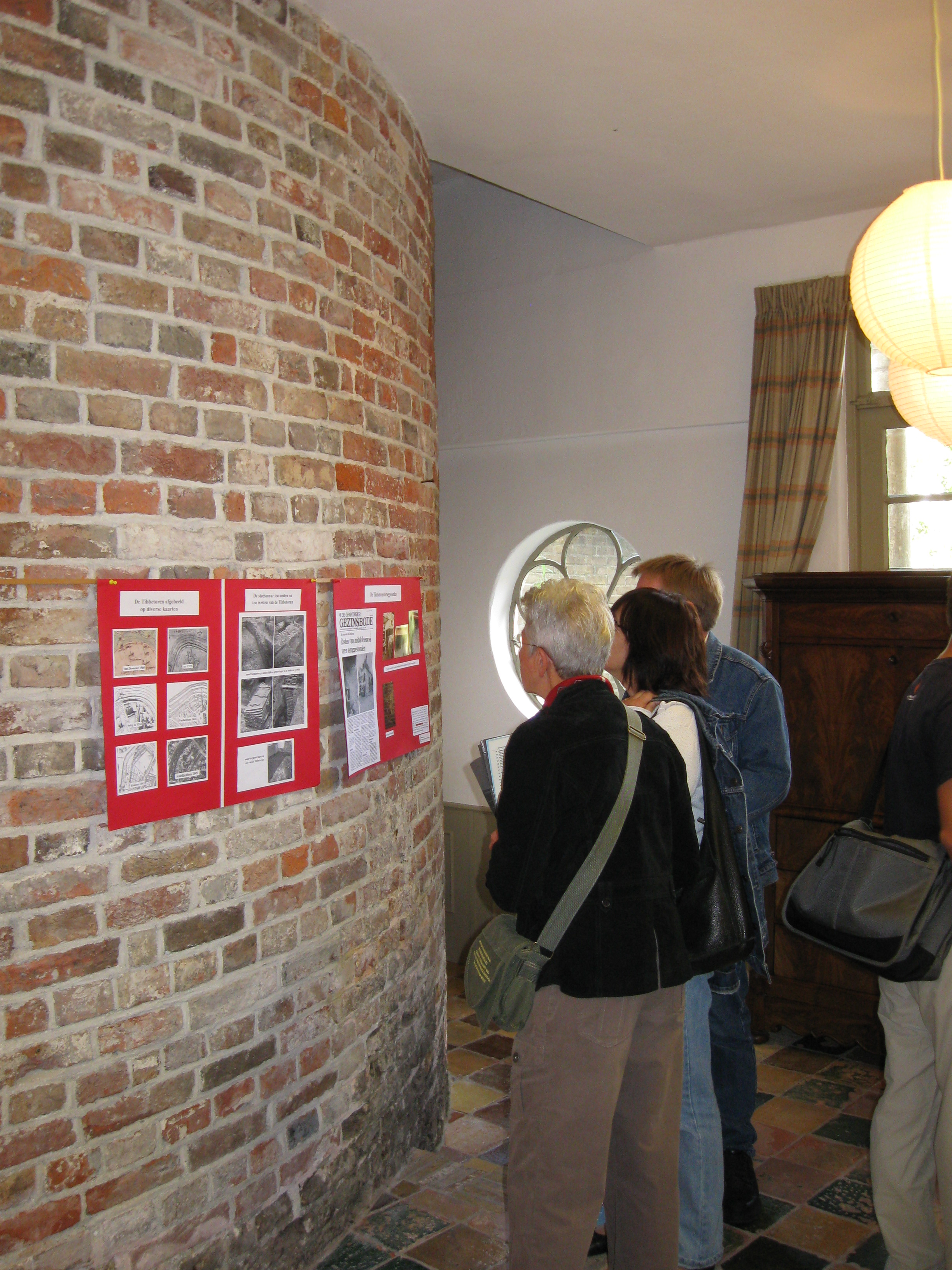
Restanten van de muur in de garage van Hofstraat 36 tijdens Open Monumentendag 2010.

De Tibbetoren is een voormalige verdedigingstoren in de vroegere stadsmuur rond de Nederlandse stad Groningen. Restanten hiervan bevinden zich binnen de garage van een woning aan de Hofstraat 36.
De toren werd in 1459 gebouwd als een van de twee grote en twee kleine torens die werden opgetrokken uit kloostermoppen van de verwoeste 14e-eeuwse versterkingen Cortinghuis en Selwerderhuis. De toren had halfronde muren van 90 centimeter dik. De naam van de toren is een bijnaam die vanaf de 16e eeuw voorkomt. Tibbe is een ander woord voor een oud wijf of kletskous en verwijst naar de doopsgezinden, die in die tijd hier mogelijk werden opgesloten en vanwege hun weerloosheid mogelijk met oude vrouwen werden vergeleken. Bij de aanleg van de nieuwe vestingwerken van Groningen tussen 1608 en 1624 verloor de toren haar functie. De Tibbetoren komt nog voor op de kaart van Haubois uit 1634, maar de muren waren toen al afgebroken. De toren zal daarna zijn afgebroken en verbouwd tot drie eenkamerwoningen met daarboven pakhuizen die in een koopakte uit 1766 op deze plek voorkomen. Waarschijnlijk rond 1850 werden de pakhuizen verbouwd tot woningen. Restanten van de toren werden in 1948 teruggevonden door Albert van Giffen in de kelder van het pand Hofstraat 36. In 1982 ontdekte een latere bewoner dat ook nog een bovengronds deel van de muur met een schietgat bewaard was gebleven in de garage. Hij metselde een deel van de muur weer op. Waarschijnlijk is minder dan de helft van de oorspronkelijke plattegrond van de toren bewaard gebleven. Het pand Hofstraat 36 is vanwege de aanwezigheid van restanten van de toren aangewezen als rijksmonument.

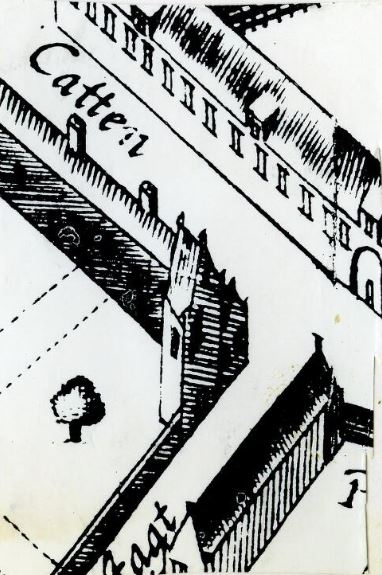
De Tibbetoren op een uitsnede van de kaart van Haubois
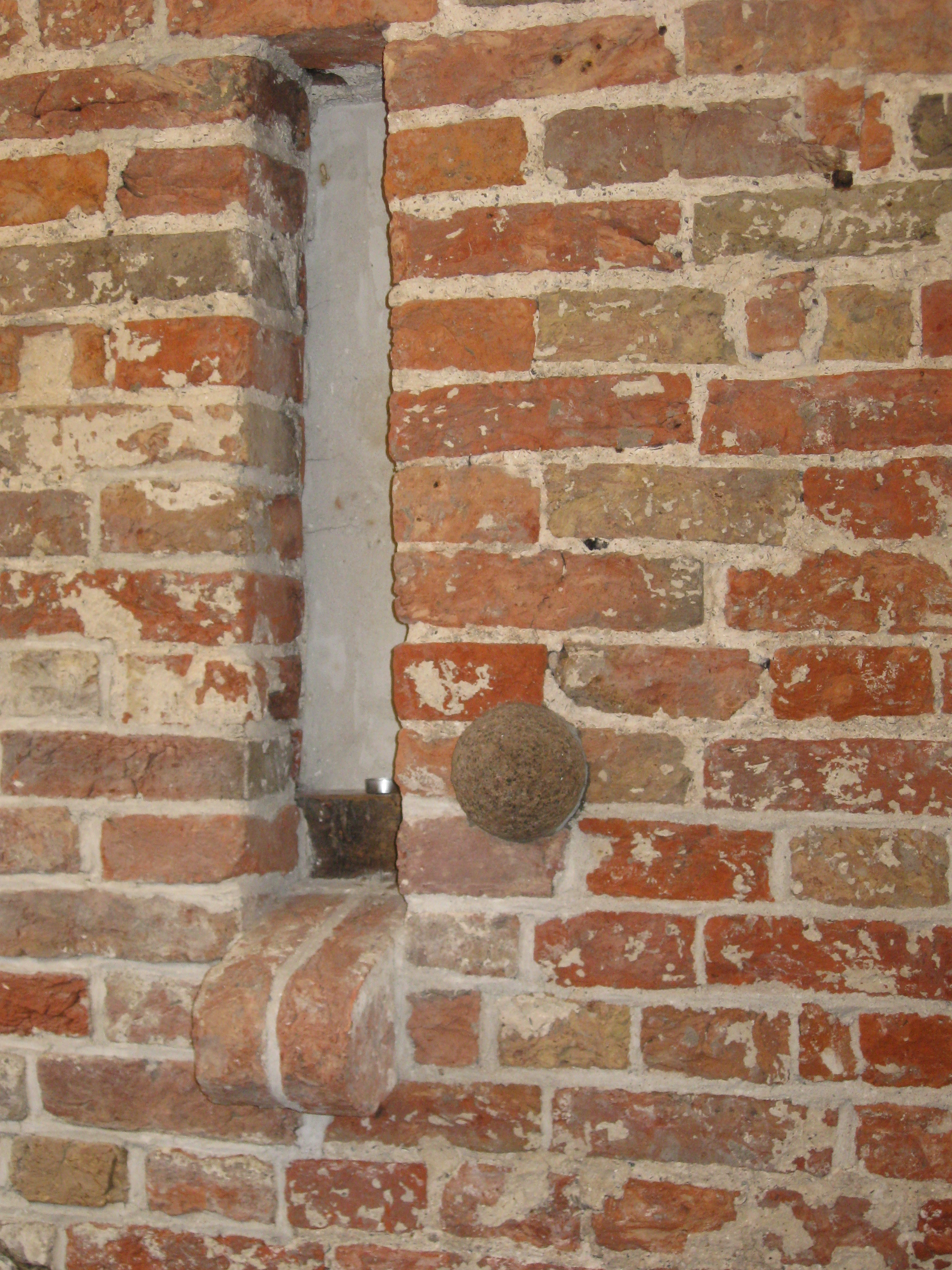
Schietgat